# Cabeço da Palhinha
O Cabeço da Palhinha é uma elevação portuguesa localizada no concelho das Lajes do Pico, ilha do Pico, arquipélago dos Açores.
Este acidente geológico tem o seu ponto mais elevado a 874 metros de altitude acima do nível do mar. Encontra-se nas imediações desta formação montanhosa o Cabeço do Leitão, o Cabeço da Canzana e a Lomba do Cácere.